# 趙容徹
趙 容徹（チョ・ヨンチョル、朝: 조용철、英: Yong-Chul Cho、1961年5月7日 - ）は、韓国の柔道選手。階級は95kg超級。身長180cm。体重116kg。
忠清南道天安市出身。

## 人物
1981年の世界選手権95kg超級準決勝では、山下泰裕に開始早々内股で一本負けを喫して、その後の3位決定戦でも敗れ5位に終わった。1984年のロサンゼルスオリンピックでは3位となった。1985年に地元のソウルで開催された世界選手権では、決勝で斉藤仁を相手に開始すぐ立った姿勢から腕挫腋固を仕掛けて一挙に体を捨てると、斉藤は釣り手である左腕の肘を脱臼して試合続行不可能となり、棄権勝ちで優勝を遂げた。この試合に対して日本選手団は、趙が施した立ち姿勢から体を捨てる腕挫腋固はIJF試合審判規定28条で示されているように警告に該当する反則技なのではないかとIJFに質問状を提出したが、結果として徒労に終わった。1986年にソウルで開催されたアジア大会では、斉藤が出場した95kg超級にはエントリーせず無差別に出場したが、決勝で正木嘉美に指導を取られて敗れた。迎えた1988年ソウルオリンピックの準決勝では斉藤との因縁の再戦となったが、残り20秒になって防御姿勢で指導を取られてリードされると、今度は不用意に場外に出て注意を与えられ、それ以降は戦意喪失して戦いを止めた。その後の3位決定戦には勝ち、銅メダルを獲得している。
引退後は龍仁大学校教授。2020年より大韓柔道会会長。

## 主な戦績
(階級表記のない大会は全て95kg超級での成績)
- 1981年 - 世界選手権　5位
- 1982年 - 世界学生　3位
- 1984年 - ロサンゼルスオリンピック　3位
- 1985年 - 世界選手権　優勝
- 1986年 - アジア大会　無差別　2位
- 1988年 - ソウルオリンピック　3位